# تحت أكسيد الكربون
دون أكسيد الكربون (أو ثنائي أكسيد ثلاثي الكربون) هو مركب كيميائي من الكربون والأكسجين له الصيغة C3O2، وهو أحد أكاسيد عنصر الكربون النادرة، كما يصنف المركب ضمن فئة دون الأكاسيد.

## التحضير
اكتشف المركب لأول مرة سنة 1873 من قبل السير بنيامين برودي Benjamin Brodie وذلك عند إخضاع أحادي أكسيد الكربون للتيار الكهربائي. أما الاسم دون أكسيد، فقد اقترحه مارسيلان بيرتيلو سنة 1891، عندما لاحظ أن تسخين أحادي أكسيد الكربون النقي لدرجات حرارة فوق 550 °س تعطي كميات صغيرة من ثنائي أكسيد الكربون، ولكن دون أثر للكربون، وافترض وجود أكسيد غني بالكربون أسماه دون الأكسيد، ولكنه أعطاه الصيغة C2O.
يحضر المركب من إجراء تفاعل بلمهة (نزع للماء) من حمض المالونيك أو أحد إستراته باستخدام خماسي أكسيد الفوسفور (P4O10).
{\displaystyle \mathrm {C_{3}H_{4}O_{4}\ \longrightarrow \ \ C_{3}O_{2}\ +\ 2\ H_{2}O} }
بالتالي، يمكن اعتبار المركب على أنه بلاماء حمض المالونيك الثاني.
يمكن أن يحضر المركب بطرق أخرى مثل التفكك الحراري لمركب ثنائي أسيتيل بلاماء حمض الطرطريك، ومن التحلل الحراري لمركب ثنائي إيثيل إيثر حمض أكسالوأسيتيك، وغيرها من الطرق.

## الخواص
يعد دون أكسيد الكربون أحد مركبات كومولين، وذلك لوجود أربع روابط مضاعفة متعاقبة. وهو أحد أكاسيد الكربون الخطية الثابتة، وذلك بالإضافة إلى ثنائي أكسيد الكربون (CO2) وثنائي أكسيد خماسي الكربون (C5O2). وللمركب بنية خطّية، تكون فيها طول الرابطة ذات قيم بين أطوال الرابطة المضاعفة والرابطة الثلاثية، وهي 128 بيكومتر (pm) للرابطة بين ذرات الكربون C-C، و116 بيكومتر بين ذرات الكربون والأكسجين C−O.
يتفاعل دون أكسيد الكربون مع الماء، لكنه حلول في 4،1-ديوكسان والإيثر والزيلين وثنائي كبريتيد الكربون ورباعي هيدرو الفوران.
يتبلمر دون أكسيد الكربون تلقائياً إلى صلب أحمر أو أصفر أو أسود اللون، واقترح أن تكون بنية البوليمر الناتح شبيهة ببنية 2-بيرون. اعتقد في السابق أن اللون الأحمر للبوليمر يمكن أن يكون السبب في كون كوكب المريخ ذو لون أحمر، إلا أن هذا الادعاء نفي بأبحاث برنامج فايكينغ الفضائي.